# Syngnathus springeri
Syngnathus springeri és una espècie de peix de la família dels singnàtids i de l'ordre dels singnatiformes present des del Canadà fins a Carolina del Nord, les Bahames, el nord-est del Golf de Mèxic i Panamà. És un peix marí de clima subtropical i associat als esculls de corall que viu entre 18-127 m de fondària.
Els mascles poden assolir 38 cm de longitud total. És ovovivípar i el mascle transporta els ous en una bossa ventral a sota de la cua.